# Björneborgs Tidning
Björneborgs Tidning var en svenskspråkig dagstidning, som gavs ut i Björneborg, Finland från 1860 till 1965. Mellan 1865 och 1872 var den känd som "Björneborg". Björneborgs Tidning var den sista svenska tidningen i staden.

## Chefredaktörer
- Theodor Tigerstedt: 1860–1865, 1873–1882
- Otto Palander: 1865–1872
- Axel Bergbom: 1882–1895
- Waldemar Forsvik: 1895–1897
- Karl August Tavaststjerna: 1897–1898
- Uno Stadius: 1898
- John Linsén: 1898–1905
- Thore Asp: 1905–1910
- Donald Fock: 1910–1952
- Bengt Stenwall: 1955–1957
- Clas-Erik Vester: 1957–1965

## Ägare
- Mauritz Thiesen 1860–1865
- Otto Palander 1865–1872
- Theodor Tigerstedt 1873–1895
- W. Rosenlew & C:o 1895–1904
- Aktiebolaget Björneborgs Tidning 1904–1924
- Björneborgs Tidnings- och Tryckeri Aktiebolag 1924–1965